# Jean Aurenche
Jean Aurenche (Pierrelatte, 1904. szeptember 11. – Bandol, 1992. szeptember 29.) francia forgatókönyvíró. Testvére, Marie-Berthe Aurenche (1906–1960), aki 1927-ben házasságot kötött Max Ernst (1891–1976) német festővel.

## Életpályája
A hajózási szakmában működött, de csakhamar áttért a filmnovellák írására. 1943-tól társszerzőjével, Pierre Bost-tal (1901–1975) főként Claude Autant-Lara számára készített forgatókönyveket, de dolgozott René Clément, Jean Delannoy és más filmrendezők részére is. Az 1954-es cannes-i filmfesztivál zsűritagja volt. 1970-ben Bertrand Tavernier munkatársa lett. Az 1980-as években Robert Enrico és Bertrand Tavernier mellett dolgozott.
Szívesen ültetett át klasszikus, továbbá félklasszikus regénysikereket. Erőssége az eredetihez ragaszkodó hűség és a képszerű látásmód volt. Különösen sikerült munkája a Magyarországon is bemutatott Vörös és fekete (1954). Többnyire a drámai műfajt érezte magáénak. Rendezett néhány rövidfilmet is.

## Filmjei
- Külvárosi szálloda (1938)
- Az őrült zsidó (1940)
- Veszélyes szerelem (1943)
- Elveszett boldogság (1946)
- A test ördöge (1947)
- Vörös kocsma (1951)
- Tiltott játékok (1952)
- Vágyakozás (1953)
- Vörös és fekete (1954)
- Gyermekbíróság (1955)
- Patkányfogó (1956)
- Átkelés Párizson (1956)
- A párizsi Notre-Dame (1956)
- A játékos (1958)
- Az asszony és a baba (1959)
- Az iskolások útja (1959)
- Egy éjszaka története (1960)
- A találkozó (1961)
- Császári vénusz - Paolina Borhese (1962)
- Különös barátság (1964)
- Párizs ég? (1966)
- A krumpliföld (1969)
- A Saint-Paul órása (1974)
- Kezdődjék hát az ünnep! (1975)
- A bíró és a gyilkos (1976)
- Nagytakarítás (1981)
- A kaméliás hölgy igaz története (1981)
- Az egyiptomi utas (1982)
- Swann szerelme (1983)
- Bernadette – Lourdes legendája 2. rész (1989)